# Benjamin Linus
Benjamin „Ben“ Linus je fiktivní postava v seriálu Ztraceni, ztvárnil ji herec Michael Emerson.
Je vůdcem skupiny lidí na ostrově, známých pod názvem „Druzí“. V průběhu druhé série jsme ho znali jako člověka se jménem „Henry Gale“. V druhé sérii byl ještě tvůrci brán jako vedlejší postava, ve třetí sérii už je jako jedna z hlavních postav. Michael Emerson prohlásil, že postava Bena má jeho plné sympatie.

## Před příjezdem na ostrov
Ben Linus, jeden z Druhých, lhal ostatním o tom, že se narodil na ostrově. Ve skutečnosti se narodil v USA, 32 mil od Portlandu, v Oregonu. Jeho rodiče se jmenovali Roger a Emily Linus. Emily Bena porodila předčasně, už v 7. měsíci těhotenství, při procházce v lese. Hned po porodu zemřela. Její poslední slova směřovala k jejímu manželovi, Rogerovi, kterému řekla, ať chlapce pojmenuje Benjamin. Několik let po Benově narození se Roger dostal do problémů, nemohl najít práci. Nakonec dostal práci na ostrově od muže jménem Horace Goodspeed, který našel Rogera a rodící Emily a pomohl jim.

## Na ostrově, před havárií
Na ostrově dostal Benův otec práci jako údržbář, v originále „Work Man“, v organizaci s názvem DHARMA. Ben byl velký introvert a se svým otcem příliš nevycházeli, ten mu totiž dával za vinu smrt Emily. Roger každým rokem zapomínal na Benovy narozeniny, byl to den kdy zároveň zemřela Emily. Ben se na ostrově spřátelil s dívkou jménem Annie, která k Benovi něco cítila. Jednou, když měl Ben narozeniny, mu ukázala dvě dřevěné postavičky, které vyrobila. Jedna postavička byl Ben a druhá Annie, aby mohli být pořád spolu. Ben si tuto figurku nechal i když byl dospělý.
Ben si při svých narozeninách opět vyslechl ostrá slova, znovu byl otcem obviněn za smrt Emily. Ben utekl do džungle, kde měl vizi své matky. Když se za ní chtěl rozběhnout, skrz sonický plot, zastavila ho a řekla, že ještě není ten správný čas. Později se Ben skutečně rozhodl odejít z vesnice, kde žil a skrz vypnutý sonický plot utekl do džungle. Tam potkal muže jménem Richard Alpert, jednoho z obyvatel ostrova, se kterými DHARMA bojovala. Ben se mu svěřil s tím, jak nenávidí DHARMU a požádal ho, jestli by se nemohl připojit k jeho lidem. Richard souhlasil, ale řekl Benovi, že musí být velice, velice trpělivý.
O mnoho let později začal Ben pracovat ve stejné funkci jako jeho otec. Roger opět zapomněl na Benovy narozeniny, ale slíbil mu vyjížďku na blízký kopec, než bude muset dovést náklad piva do stanice Perla. Na kopci slíbil Roger Benovi, že tentokrát zkusí nezapomenout na Benovy příští narozeniny. Ben mu ale řekl, že jeho trpělivost je už u konce, nasadil si plynovou masku a vytáhl v autě plechovku s jedovatým plynem. Roger se v dodávce udusil. Když se Ben vrátil do vesnice, našel všechny členy DHARMY taktéž udušené jedovatým plynem, včetně Horace, který Linusovým pomohl. Právě Horacovo tělo bylo jediné, ke kterému Ben nejspíš cítil nějakou úctu, přišel k němu a zavřel jeho mrtvé oči. Richardova skupina obsadila vesnici a Ben se k nim připojil. Těla mrtvých pohřbili v masovém hrobě a usadili se v domech ve vesnici. Tělo svého otce nechal Ben tam, kde zůstalo.
Ben se poté stal jakýmsi vůdcem Druhých, i když Juliet prohlašovala, že Druzí jednají jako skupina. Ben ale měl určitě mezi ostatními respekt, jelikož pouze on mohl mluvit s tajemným Jacobem.
2 dny před ztroskotáním letu 815 objevil Ben, že má nádor na páteři. Když na nebi uviděl padající letadlo, ihned si přivolal dva muže, Goodwina a Ethana. Goodwin se měl vydat k zadní části letadla a Ethan k přední části. Skutečnost, že na ostrově ztroskotal páteřní chirurg Jack Shephard 2 dny poté, co Ben objevil nádor, dala Benovi naději, že bude jeho život možná zachráněn.

## Po havárii
Ben s Juliet se vydali do stanice Perla, kde sledovali na monitorech Jacka. Ben sdělil Juliet že plánuje Jacka unést, ona se zeptala jak to chce provést. Řekl jí, že Jacka přesvědčí, aby ho operoval. Potom Juliet vysvětlil, že si najde o Jackovi nějaké citlivé informace a poté je využije; řekl jí také, že takhle on obvykle přesvědčuje ostatní, aby pro něj něco udělali. Když se ho pak Juliet ptala, jak chce Jacka unést, řekl jí, že ho neunesou, že Jack k nim sám přijde společně s Michaelem. Poté oba stanici Perla opustili, nechali v ní ale vysílačku, kterou později objevil Paulo.

### 2. řada
Ben se vydal do tábora přeživších, aby získal na svou stranu Locka. Na cestě byl ale chycen do pasti Rousseauové. Předstíral pak, že se jmenuje Henry Gale a že pochází z Minnesoty a snažil se přesvědčit Saydia o své nevině. Když byl z pasti vysvobozen, snažil se utéct, ale Rousseauová ho střelila šipkou z kuše do ramena. Sayid ho potom vzal do poklopu, kde se ho ujal Jack. Ben byl zavřen ve skladišti, kde ho také vyslýchal a mučil Sayid. Benova přítomnost v poklopu ale byla utajena před ostatními trosečníky, věděli o něm jen Sayid, Jack a Locke. Přesto Bena zahlédl Pan Eko, který se mu svěřil, že zabil dva z Benových lidí. Kdykoli se Bena někdo zeptal, kde se na ostrově vzal, odpověděl že byl součástí hornické skupiny a ztroskotal na ostrově v horkovzdušném balónu se svou ženou, kterou pohřbil poblíž místa nehody.
Později byl Ben navštíven Anou Luciou, které nakreslil mapu místa ztroskotání. Po jejím odchodu byl Ben vyveden ze skladiště a Jack s Lockem mu dali najíst. Ben jim pověděl, že Aně Lucii nakreslil mapu, a byl tak znovu zavřen do skladiště. Později, když Locke držel stráž v poklopu, byl Ben propuštěn ještě jednou, během fáze, kdy se zavřeli všechny dveře v poklopu. Ben měl pomoci Lockovi zadat do počítače čísla, aby nevypršel časový limit. Ben prolezl ventilací do místnosti s počítačem, po svém návratu ale Lockovi sdělí, že žádná čísla nezadal. Ben si ale na chvíli získal Lockovu důvěru, ta se však ihned ztratila, když se vrátili Ana Lucia, Sayid a Charlie. Ti odhalili, že tělo pravého Henryho Galea leží pohřbeno vedle ztroskotaného balónu. Ben byl tak opět zavřen do svého vězení, kde se ho ujal Sayid. Od surového zmlácení zachránila Bena až Ana Lucia. Ben od té chvíle nechtěl s nikým mluvit, ani nic jíst. Jediným člověkem, s kým se snažil mluvit byl Locke, kterému se smál za to, že nesmyslně zadává čísla do počítače. Krátce poté ho navštívila Ana Lucia, kterou málem zabil a obvinil ji ze smrti několika jeho přátel. Nakonec byl Ben osvobozen Michaelem, na příkaz Druhých, kteří mu slíbili návrat jeho syna. Michael zastřelil Anu Luciu a Libby a poté propustil Bena.
Ben utekl do falešného tábora Druhých, kde zorganizoval únos Jacka, Kate, Sawyera a Hurleyho. Když se jim to podařilo, vzal je i Michaela na přístavní molo. Aby dodržel slib, který Michaelovi dal, nechal k molu připravit loď, kterou mu dal, aby mohl se svým synem Waltem odplout. Během toho prohlásil, že Druzí jsou „dobří lidé“. Poté propustil Hurleyho a poslal ho do tábora trosečníků se vzkazem, ať unesené nehledají. Pak se na obloze objevila fialová záře, v té době implodoval poklop. Pak vzal unesené na ponorku, se kterou odpluli na druhý ostrov.

### 3. řada
Ben dal Juliet za úkol, aby vyslýchala Jacka, zatímco on a Kate snídali na pláži. Při té příležitosti jí řekl, že následující dva týdny budou „velmi nepříjemné“. Potom ji nechal stejně jako Sawyera zavřít do klece. Všechny tři poté sledoval skrze kamery. Dalším úkolem pověřil Colleen, která měla od Sayida, Sun a Jina získat Desmondovu plachetnici. Šel také navštívit Jacka a sdělil mu, že jsou ve spojení s okolním světem, přičemž mu ukázal sportovní utkání, které běželo. Při pohřbu Colleen vynadal Juliet, že ukázala Jackovi jeho rentgenové snímky. Nakonec Jackovi přiznal, že má nádor a dokonce ho přemluvil, aby ho operoval. Na operačním stole se pak udála situace, kdy se Ben probudil krátce poté, co mu Jack nařízl ledvinu a požadoval propuštění Kate a Sawyera. Po vyjednávání nakonec byla Benova operace dokončena.
Nakonec se všichni Druzí i s Jackem vrátili na původní ostrov a Ben byl pod dohledem Jacka. Ben byl upoután na invalidní vozík, a to i ve chvíli, kdy ho navštíví Locke. Toho potom vzal do místnosti s Anthony Cooperem. Dovolil také Lockovi zůstat s Druhými. Na druhý den opustili Druzí svou vesnici a odešli do provizorního tábora v džungli. Tam řekl Lockovi, že pokud se chce přidat k Druhým, musí svého otce zabít. Ben tak Locka ponížil, protože on nebyl schopen svého otce zabít a Druzí odešli bez něj. Ben byl naopak poté zahanben, když Locke vyšel z džungle s mrtvolou otce na zádech.
Locke ale požadoval, aby ho Ben vzal k Jacobovi, což překvapilo zejména zbytek Druhých. Ještě předtím, než dorazili k Jacobově ukryté chatrči, varoval Ben Locka, aby nechodil dovnitř s lampou v ruce. Ben Locka Jacobovi představil, ale pouze on Jacoba viděl. Locke jen poté zaslechl slova „Pomoz mi“. Locke si myslel, že ta slova vyřkl Ben, a tak vytáhl baterku a na Bena posvítil. Ben se snažil Jacoba utěšit, ale ten ho důrazně odstrčil. Příští ráno vzal Ben Locka k masovému hrobu bývalých členů DHARMY. Se slovy, že on je poslední žijící člen nadace DHARMA, střelil Locka a ponechal ho jeho osudu jen proto, že slyšel Jacoba. Potom se vrátil do tábora a rozdal instrukce Prycemu a Tomovi, kteří měli napadnout tábor trosečníků. Richardovi zase přikázal odvést zbytek Druhých do „Chrámu“. Samotný Ben se potom s Alex vydal vstříc Jackovi k radiověži, kde chtěl Alex předat její nové rodině. Když se s Jackem setkal, snažil se mu vymluvit, aby zavolal satelitním telefonem o pomoc. Tomovi přikázal zabít zajatce, jestli se do minuty neozve. Tak chtěl Jacka přinutit, aby mu telefon dal. Ten to ale neudělal a když uslyšel výstřely, vrhl se na Bena, zbil ho a zajal. Ben se i u radiověže snažil přemluvit ostatní, aby netelefonovali na Naominu loď. V tom se objevil Locke a Naomi zabil. Locke zamířil zbraní na Jacka, ale i přes naléhání Bena aby ho zabil, Locke nevystřelil a Jack kontaktoval posádku lodi.

## Literární podobnosti
Henry Gale je Dorothin Strýc Henry ve filmové adaptaci Čaroděj z Oz z roku 1939. Čaroděj z Oz přiletěl do Oz v horkovzdušném balónu (v tom ta podoba s Henrym Galem z ostrova, který taktéž přiletěl v balónu). Ben je taktéž Lockem nazván jako „Muž za oponou“, což směřuje k dalšímu odkazu na Čaroděje z Oz.

## Casting
Herec Michael Emerson byl prvně zavázán jen ke 3 epizodám, ale producenti z něj byli tak nadšení, že s ním podepsali smlouvu na dalších 5 epizod. Ve třetí řadě se už objevuje jako hlavní postava.